# Maks Levin
Maksim Yevhenovych Levin (en ucraniano: Максим Євгенович Левін; Boyarka, 7 de julio de 1981-Guta-Mezhyhirska, c. 13 de marzo de 2022) fue un fotógrafo ucraniano. Trabajó como reportero gráfico desde 2006, para LB.ua y Reuters, entre muchos otros. También proporcionó fotografías para organizaciones humanitarias internacionales, incluidas UNICEF y la Organización Mundial de la Salud.
Durante una misión para documentar la invasión rusa de Ucrania en 2022 en el Óblast de Kiev, Levin fue detenido, interrogado, posiblemente torturado y ejecutado por soldados rusos. Su amigo, Oleksiy Chernyshov, quien lo acompañaba, probablemente fue quemado vivo.

## Biografía
Levin nació el 7 de julio de 1981 en Boyarka, Óblast de Kiev. Quería convertirse en fotógrafo cuando era adolescente y asistía a un club de fotografía cuando era estudiante. Primero se formó para ser ingeniero en sistemas informáticos, como deseaba su padre. Se graduó del Instituto Politécnico de Kiev Ígor Sikorski y trabajó como ingeniero de sistemas.
Levin comenzó a trabajar como fotoperiodista en 2006. Fue fotógrafo del personal de LB.ua y corresponsal de Reuters. También trabajó para Associated Press, BBC, Hromadske y TRT World. Sus fotografías fueron publicadas por Elle, Korrespondent.net, Radio Bulgaria, Radio Free Europe/Radio Liberty, The Moscow Times, The Wall Street Journal, Time, Ukraine Crisis Media Center, Vatican News y World News Media, entre otros. También tomó fotografías y realizó proyectos de video para organizaciones humanitarias, incluidas HealthRight International, UNFPA, la Organización para la Seguridad y la Cooperación en Europa (OSCE), UNICEF, Naciones Unidas (ONU), ONU Mujeres y Organización Mundial de la Salud (OMS).
Estuvo presente en varias batallas en la Guerra Ruso-Ucraniana de 2014 y estuvo rodeado por las fuerzas rusas durante la Batalla de Ilovaisk. Escapó con vida y fue honrado en 2015 por el presidente Petró Poroshenko con la Orden "Por Méritos" de grado III.
Durante la invasión rusa de Ucrania en 2022, se citó a Levin diciendo: "Todo fotógrafo ucraniano sueña con tomar una foto que detenga la guerra". Una de sus fotografías, que muestra edificios destruidos en Kiev, apareció en la portada de una edición de marzo de 2022 de la revista alemana Der Spiegel.
Levin y su esposa tuvieron cuatro hijos.

### Muerte
Levin desapareció el 13 de marzo de 2022, cuando partió, junto con Oleksiy Chernyshov, para fotografiar las consecuencias de la agresión rusa cerca de Huta-Mezhyhirska en el Óblast de Kiev. La conexión con ellos se interrumpió ese día. Su cuerpo fue encontrado cerca del pueblo el 1 de abril de 2022. Según la Oficina del Fiscal General de Ucrania, militares rusos le dispararon dos veces mortalmente mientras estaba desarmado y vestía una chaqueta de prensa. Según un informe publicado por Reporteros sin Fronteras, fue ejecutado por soldados rusos, posiblemente tras ser interrogado y torturado. El amigo de Levin que estaba con él en ese momento, Oleksiy Chernyshov, probablemente fue quemado vivo por soldados rusos.
Levin recibió póstumamente la Orden del Valor de Ucrania.
Se llevó a cabo un funeral la Catedral de San Miguel en Kiev. El jefe de la Iglesia Ortodoxa de Ucrania, Epifanio de Ucrania, dijo que él era "uno de los mejores fotógrafos de la Ucrania moderna", que "sirvió a la verdad". El funeral fue en el nuevo cementerio de Boyarka.

## Exposiciones
Las exposiciones de Levin incluyen:
- Maydan: factor humano

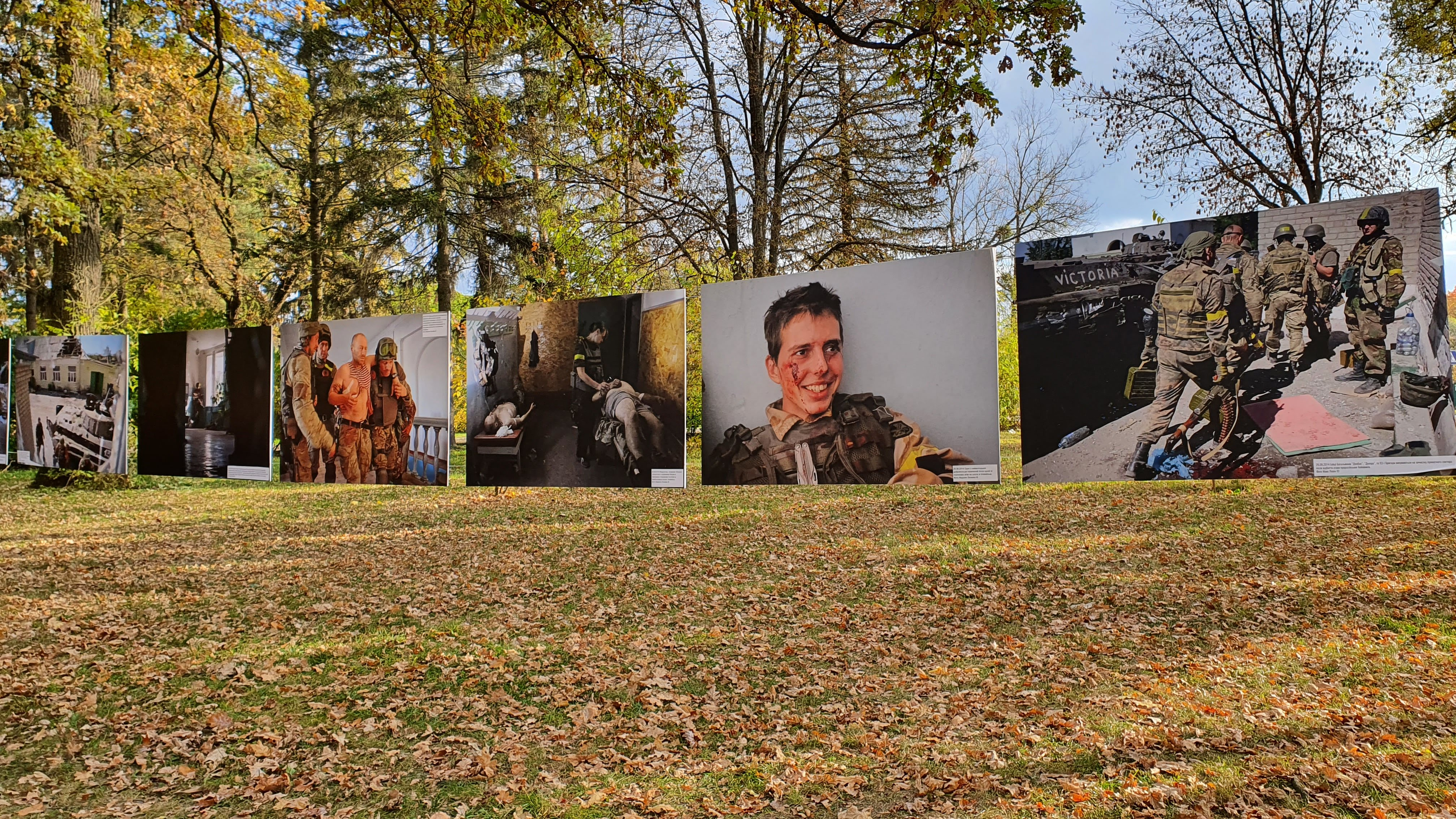
Exposición de Levin en Boyarka como parte de un proyecto "Después de Ilovaisk".

- Ucrania 24. guerra y paz, Los Ángeles
- Zona de conflicto: Ucrania, Chicago
- Dombás: Guerra y Paz, Parlamento Europeo, Bruselas
- Dombás: guerra y paz, Praga
- Exposición fotográfica sobre la Batalla de Ilovaisk, Kiev

## Otras lecturas
- Levin, Maks. «Searching for Honesty in Ukraine's Murky War – Photographs and text by Maks Levin». lensculture.com (interview).
- Ukrainian photographer and  Reuters contributor, Maksim Levin, killed covering war (photographs) Reuters, 4 de abril de 2022

- Datos: Q109337139
- Multimedia: Maksim Levin / Q109337139